# Superpohár (Frýdlantsko)
Superpohár je klání v požárním sportu, jehož se účastní sbory dobrovolných hasičů z oblasti Frýdlantska, oblasti na severu České republiky, v Libereckém kraji. Účastníky soutěže jsou:
- Sbor dobrovolných hasičů Bulovka – obec Bulovka
- Sbor dobrovolných hasičů Dětřichov – obec Dětřichov
- Sbor dobrovolných hasičů Frýdlant – město Frýdlant
- Sbor dobrovolných hasičů Hejnice – město Hejnice
- Sbor dobrovolných hasičů Ludvíkov pod Smrkem – osada Ludvíkov pod Smrkem, součást Nového Města pod Smrkem
- Sbor dobrovolných hasičů Nové Město pod Smrkem – Nové Město pod Smrkem
- Sbor dobrovolných hasičů Raspenava – město Raspenava

V rámci seriálu pořádá během roku každý z účastnických sborů jednu ze soutěží, jejíž výsledky v jednotlivých disciplínách jsou podle předem stanovených pravidel obodovány. Vítězí družstvo, které za celý ročník nasbírá v součtu za všechny závody nejvíce bodů.